# عبدل‌آباد (بردسکن)
عبدل‌آباد نام روستایی تاریخی از توابع بخش شهرآباد شهرستان بردسکن در استان خراسان رضوی است. این روستا در دهستان جلگه قرار دارد و براساس سرشماری سال ۱۳۸۵ جمعیت آن ۱۸۱ نفر (۴۹ خانوار) بوده است.